# Eagleville (California)
Eagleville es un lugar designado por el censo ubicado en el condado de Modoc en el estado estadounidense de California. En el año 2010 tenía una población de 59 habitantes.

## Geografía
Eagleville se encuentra ubicado en las coordenadas 41°19′0″N 120°6′57″O / 41.31667, -120.11583.